# McDonnell Douglas
De McDonnell Douglas Corporation was een grote vliegtuigfabrikant in de Verenigde Staten. MDD is sinds 1997 onderdeel van Boeing.

## Geschiedenis
McDonnell Douglas werd op 28 april 1967 opgericht uit het toenmalige Douglas Aircraft Company van Donald Wills Douglas en McDonnell Aircraft van James Smith McDonnell, omdat beide ondernemingen apart geen toekomst meer hadden. Zowel Douglas als McDonnell hadden het moeilijk na de Tweede Wereldoorlog door gemiste overheidsopdrachten en een oververzadigde markt met een surplus aan gevechtsvliegtuigen.
Begin jaren 60 had Douglas het zeer moeilijk vanwege de kosten die gemaakt waren voor de burgerluchtvaarttoestellen DC-8 en DC-9.  In 1963 begon overleg met McDonnell over een eventueel samengaan. Vanaf december 1966 kon er op Douglas worden geboden, waarna McDonnell werd gekozen als fusiepartner.
In 1968 kwam het eerste vliegtuig van het gefuseerde bedrijf op de markt: de driemotorige DC-10. In 1977 kwam de DC-9-80 uit, die later werd hernoemd tot MD-80. Dit bleek een zeer succesvol toestel te zijn. De DC-10 werd opgevolgd door de MD-11, een verbeterde versie van de DC-10. Er werden er meer dan 200 van verkocht.
Het laatste vliegtuig dat werd geproduceerd was een verlengde versie van de MD-80-serie: de MD-90, die was uitgerust met International Aero Engines V2500 turbofans; de grootste achterop gemonteerde motoren ooit op een commercieel vliegtuig. Na de overname door Boeing bleef de verkorte versie van de MD-90, de MD-95, het enige toestel dat in productie bleef, onder de naam Boeing 717.
McDonnell Douglas produceerde door de jaren heen ook succesvolle militaire vliegtuigen als de F-15 Eagle (1974) en de F/A-18 Hornet (1975) en ook de Harpoon- en Tomahawk-kruisraketten. In 1984 nam het bedrijf Hughes Helicopters over, waardoor onder andere de AH-64 Apache mee kwam.

## Vliegtuigen
- DC-1
- DC-2
- DC-3
- DC-4
- DC-5
- DC-6
- DC-7
- DC-8
- DC-9
- DC-10
- MD-11
- MD-81
- MD-82
- MD-83
- MD-87
- MD-88
- MD-90
- MD-95
- McDonnell Demon
- F-4 Phantom II
- F-15 Eagle

## Ruimtevaarttechnologie
- Delta-draagraketten -uitgezonderd Delta III en Delta IV.
- DC-X - VTOL-techniek demonstratieraket.
- DC-XA - VTOL-techniek demonstratieraket.